# Scaldamuscoli

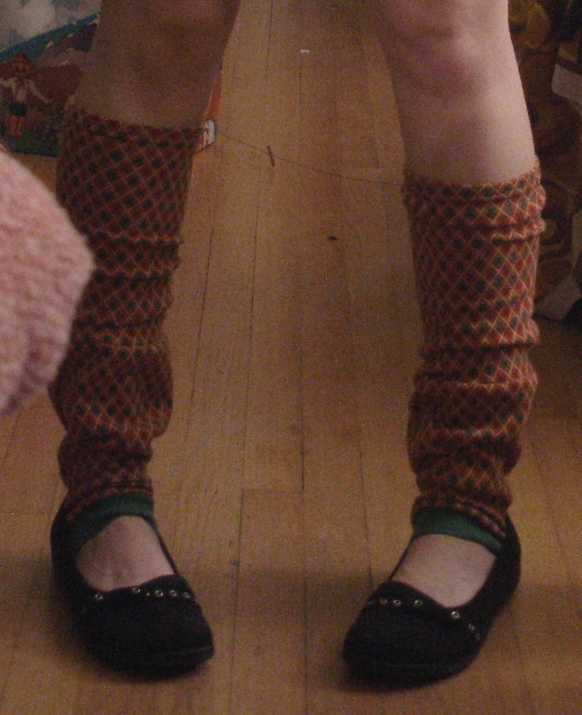
Gli scaldamuscoli.

Gli scaldamuscoli sono un particolare tipo di accessorio da indossare nella parte inferiore delle gambe. Si differenziano dalle calze, in quanto più spessi e normalmente privi dei piedi.
Nati come indumento per i ballerini, che scaldavano le gambe prima delle proprie performance e resi popolari da film come Flashdance o Saranno famosi, gli scaldamuscoli sono diventati negli anni un accessorio di moda, principalmente infantile e adolescenziale.
Tradizionalmente realizzati in lana, gli scaldamuscoli possono variare anche in modelli realizzati in cotone, fibre sintetiche o misti di entrambi. Alcuni modelli sono realizzati anche in ciniglia. Possono variare in lunghezza, arrivando a coprire dalle caviglie fino alle ginocchia, ma non in larghezza, dato che sono realizzati in materiale elastico. L'assenza dei piedi negli scaldamuscoli deriva dal loro utilizzo originale nel campo della danza. Infatti gli scaldamuscoli lasciavano liberi i piedi, per evitare che i ballerini potessero scivolare.